# Artistická fakulta

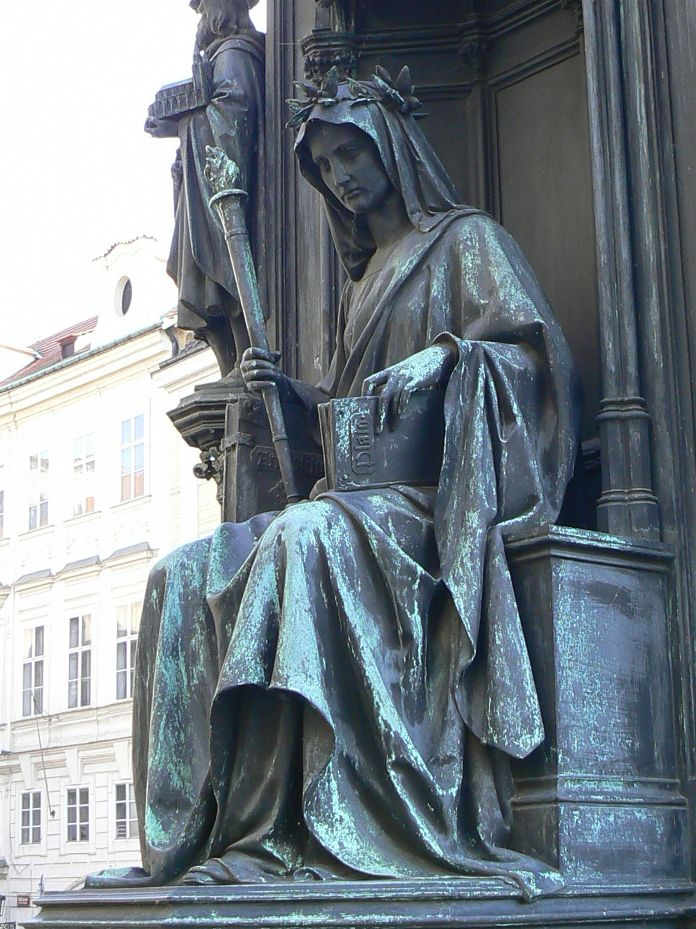
Personifikace Artistické fakulty (výzdoba podstavce sochy Karla IV. na Křižovnickém náměstí v Praze)

Artistická fakulta (též fakulta svobodných umění) byla součást středověké univerzity, která poskytovala přípravné vzdělání pro další studium na teologických, právnických a lékařských fakultách. Artistické fakulty existovaly od středověku do poloviny 19. století.

## Studium
Jejich úlohou bylo doplnit všeobecné vzdělání latinských škol. Rozsah studia mezi artistickými fakultami a lépe organizovanými latinskými školami nebyl ostře ohraničen. Artistické fakulty měly výsady univerzitního studia a jejich posluchači mohli získat i akademické hodnosti, tzv. grady.
Na artistických fakultách probíhal úplný kurz tzv. sedmi svobodných umění, a to ve dvou stupních:
- nejdříve trivium (gramatika, rétorika a dialektika), přičemž jejich absolvent byl baccalaureus – ověnčený vavřínem,
- poté mohl pokračovat ve studiu kvadrivia (aritmetika, geometrie, astronomie a hudba) a získat titul magister artium (liberalium) – učitel či mistr (svobodných) umění.

Jak po bakalářském, tak po magisterském stupni se mohl zapsat ke studiu na některé ze tří odborných fakult středověké univerzity.

## Reforma
Koncem 17. a hlavně v 18. století začaly pronikat na artistické fakulty nové filozofické náhledy a širší prostor si vydobyly i novější poznatky z přírodních věd. Koncem 18. století se na nich začaly zavádět semináře, zpočátku zaměřené na metodickou přípravu učitelů, později jako instituce pro přípravu vědeckého bádání.
Ve druhé polovině 19. století se pak už přetvářely na odborné filozofické fakulty a přípravu na univerzitní studium převzala osmitřídní gymnázia s maturitou. Ve 20. století se navíc začaly zřizovat samostatné přírodovědecké fakulty ke studiu matematicko-přírodních věd, na filozofických fakultách se dále přednášely jen filologické a společenské vědy.